# Monarca capgrís
El monarca capgrís (Monarcha cinerascens) és un ocell de la família dels monàrquids (Monarchidae).

## Hàbitat i distribució
Habita el bosc obert principalment a illes petites i zones costaneres d'altres més grans, als voltans de Sulawesi (Talaud, Sangihe, Banggai, Sula, Tukangbesi), les Moluques (des de Ternate i Halmahera cap al sud fins Buru, Ambon, Seram, Seram Laut i les illes Watubela), illes Petites de la Sonda (des de Sumbawa i Timor cap a l'est fins Damar), les illes Tanimbar, Kai, Aru i les illes Raja Ampat (Waigeo, Salawati, Misool), costa septentrional de Nova Guinea, arxipèlags de Louisiade, D'Entrecasteaux i Bismarck i les illes Salomó.